# Nemoria caerulescens
Nemoria caerulescens är en fjärilsart som beskrevs av Louis Beethoven Prout 1912. Nemoria caerulescens ingår i släktet Nemoria och familjen mätare. Inga underarter finns listade i Catalogue of Life.